# La Creueta (Les Borges del Camp)
La Creueta és una creu de terme de les Borges del Camp inclosa a l'Inventari del Patrimoni Arquitectònic de Catalunya.

## Descripció
És una creu de pedra de tipologia llatina amb el braços rectes de secció quadrangular. La creu reposa damunt una motllura cilíndrica, aixafada, més ampla que la columna de suport, que té de planta octogonal. La columna resta encastada en una peanya vuitavada que descansa damunt una base circular esglaonada.

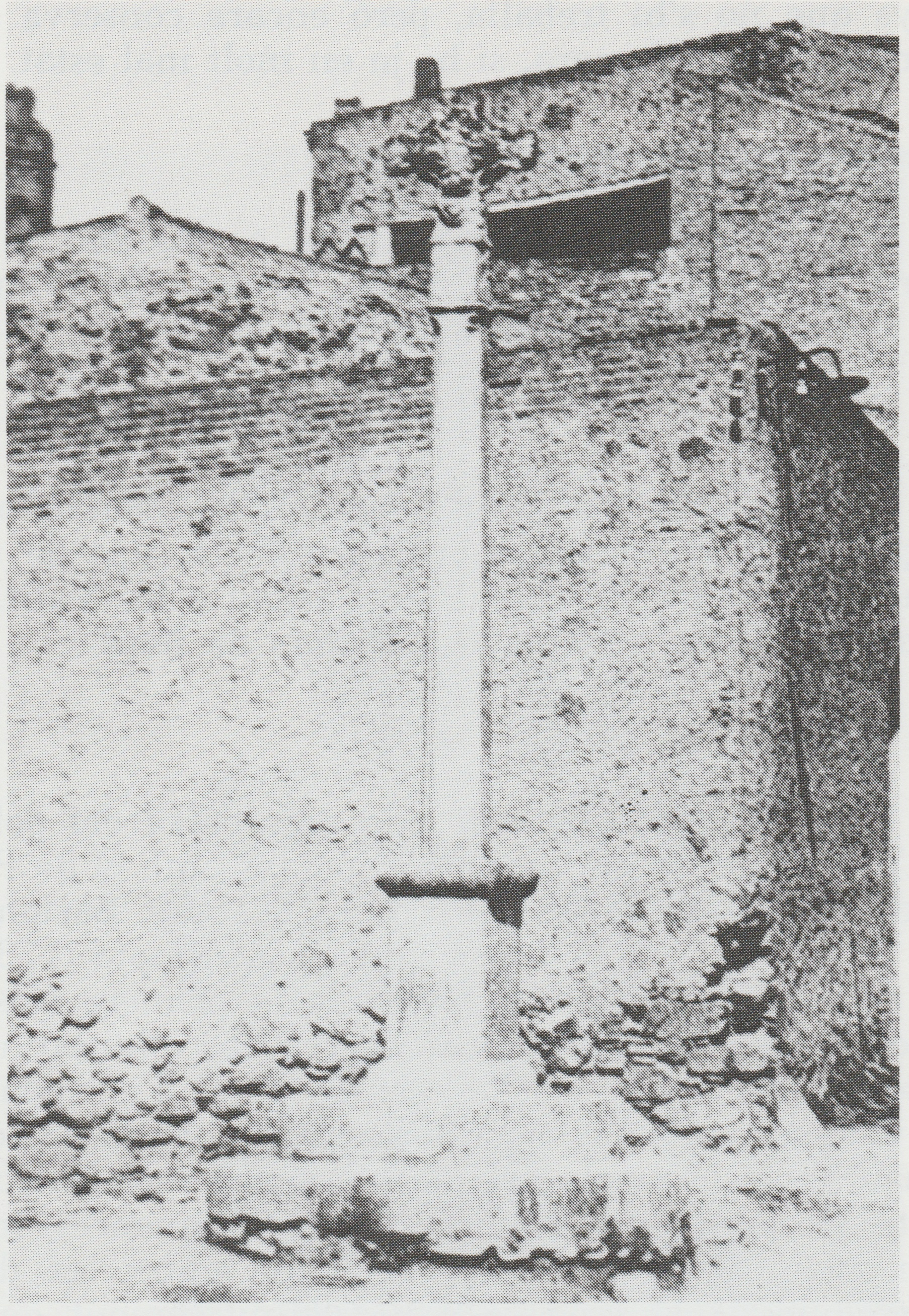
Imatge de la creu gòtica el 1921. Va ser destruïda el 1934

## Història
És la creu de Sant Bartomeu. Sant Bartomeu era el nom de l'ermita que ara es coneix com de la Mare de Déu de la Riera. Quan es van enderrocar els murs del fossar de l'ermita, la creu es va traslladar al portal del poble. Després, sembla que el 1735, s'acordà canviar l'emplaçament i es va situar a la part baixa de la vila, en la cruïlla del camí de Riudoms amb el camí de La Quadra dels Tascals, que portava també a l'ermita, perquè servís de fita o pedró. Originàriament era una creu gòtica. Aquesta creu va ser derruïda l'any 1934. L'any 1935, coincidint amb el bicentenari de la col·locació de la primera creu en aquest indret, es va aixecar una creu nova costejada per subscripció popular. Els esdeveniments de 1936 van ser causa d'un nou enderroc. La creu actual es col·locà i beneí per la Festa Major de 1940.